# تدبير قصور القلب
يتطلب تدبير قصور القلب اتباع نهج متنوع يضمن تعديل نمط الحياة مع استخدام بعض الأدوية، وقد تحتاج بعض الحالات إلى الجراحة واستخدام بعض الأجهزة.

## تعديل نمط الحياة
يجب إرشاد الأشخاص الذين يعانون من قصور القلب الاحتقاني لإجراء بعض التعديلات على نمط حياتهم. تشمل تلك التعديلات ما يلي:
- ممارسة نشاط بدني معتدل عندما تكون الأعراض خفيفة أو معتدلة، والراحة في الفراش عندما تكون الأعراض شديدة.
- معالجة انقطاع النفس النومي باستخدام أجهزة التهوية الآلية غير الباضعة (كالسيباب والبايباب) أو الأجهزة السنية أو الجراحة. يعتبر انقطاع النفس النومي أحد عوامل الخطر المهملة لقصور القلب.
- تخفيف الوزن عبر زيادة النشاط البدني وتعديل النظام الغذائي؛ إذ تعتبر السمنة أحد عوامل الخطر المسببة لقصور القلب وضخامة البطين الأيسر.
- مراقبة الوزن بشكل مستمر، وهو أمر يمكن متابعته بسهولة في المنزل. تعزى عادةً الزيادة السريعة في الوزن إلى احتباس السوائل. قد يؤدي كسب أكثر من 2 رطل إلى الدخول للمستشفى بسبب قصور القلب.[2]
- تحديد مقدار الوارد من الصوديوم؛ فقد يؤدي تناول الصوديوم المفرط إلى تفاقم قصور القلب، ولهذا يوصى مرضى قصور القلب الاحتقاني باتباع نظام غذائي قليل الملح (يبلغ إجمالي الوارد اليومي 60- 100 مليمول).

### تحديد الوارد من السوائل
لا يوجد دليل على فائدة تحديد الوارد من السوائل لدى مرضى قصور القلب المستقرين سريريًا الذين يتلقون العلاج الدوائي الأمثل، وذلك وفقًا لمراجعة أجريت في عام 2009. تنصح المراجعة نفسها الأطباء المصرين على تحديد الوارد من السوائل لمرضى قصور القلب إلى وضع وصفة خاصة بكل مريض. تعتمد تلك الوصفة على وزن جسم المريض ومقدار الوارد من الصوديوم ومدى التزام المريض.
بشكل عام، يجب أن يقتصر تناول الماء على 1.5 لتر في اليوم، وأقل من ذلك لدى المرضى الذين يعانون من نقص صوديوم الدم. قد يكون تحديد الوارد من السوائل مفيد على أي حال.

## العلاج الدوائي
يوجد فجوة كبيرة بين الأدلة المثبتة والممارسة العملية في علاج قصور القلب الاحتقاني، وبشكل خاص الاستخدام المحدود لمثبطات الإنزيم المحول للأنجيوتنسين وحاصرات بيتا ومضادات الألدوستيرون التي أثبتت فعاليتها في تقليل معدل الوفيات. يهدف علاج قصور القلب الاحتقاني إلى تخفيف الأعراض والحفاظ على الحالة سوية الحجم وتحسين الإنذار عن طريق تأخير تطور قصور القلب وتقليل خطر الأمراض القلبية الوعائية. تتضمن الأدوية المستخدمة ما يلي: الأدوية المدرة للبول والموسعات الوعائية ومقويات التقلص العضلي الإيجابية ومثبطات الإنزيم المحول للأنجيوتنسين وحاصرات بيتا ومضادات الألدوستيرون (كالسبيرونولاكتون). تؤدي بعض الأدوية المقوية لوظيفة القلب –كالميلرينون- إلى زيادة الوفاة، ولهذا يمنع استخدامها لدى هؤلاء المرضى.

### العوامل المعدلة للأنجيوتنسين
يوصى باستخدام مثبطات الإنزيم المحول للأنجيوتنسين لجميع المرضى الذين يعانون من قصور القلب الانقباضي، بصرف النظر عن شدة الأعراض أو ضغط الدم إلا في حال وجود مضاد استطباب أو عند عدم تحمل الدواء. تعمل مثبطات الإنزيم المحول للأنجيوتنسين على تحسين الأعراض وتقليل الوفيات ومقدار تضخم البطين. تعتبر مضادات مستقبلات الأنجيوتينسن II -خاصة الكانديسارتان- بديل مقبول إن كان المريض غير قادر على تحمل مثبطات الإنزيم المحول للأنجيوتنسين. تقلل مثبطات الإنزيم المحول للأنجيوتنسين ومضادات مستقبلات الأنجيوتينسن II الحمولة التلوية عن طريق معاكسة التأثير المقبض للأنجيوتنسين، وبالتالي تقليل مقدار العمل الذي يجب أن يؤديه القلب. يحمل الأنجيوتنسين تأثير مباشر على إعادة نمذجة القلب، وبالتالي يؤدي تثبيط عمله إلى إبطاء تدهور وظائف القلب.
درست العديد من الأبحاث مدى فائدة العلاج المشترك بمثبطات الإنزيم المحول للأنجيوتنسين ومضادات مستقبلات الأنجيوتينسن II مقارنةً بالعلاج بمثبطات الإنزيم لوحدها في تقليل معدل  الوفيات أو العجز أو عدد مرات الدخول للمستشفى بسبب قصور القلب الاحتقاني. قيم الموضوع دراستان بعنوان استخدام الكانديسارتان في تقييم قصور القلب للحد من الوفيات والمراضة وتجربة استخدام الفالسارتان في قصور القلب، وتعتبر هاتين أكبر دراستين حول الأمر. ضمت المراجعة المنهجية لقاعدة بيانات كوكرين هاتين الدراستين إضافةً لخمس دراسات أخرى، وخلصت إلى أن الجمع بين مثبطات الإنزيم المحول للأنجيوتنسين ومضادات مستقبلات الأنجيوتينسن II غير فعال في تقليل معدل الوفيات الإجمالي؛ إذ بلغ معدل النكس 0.98 [CI 95 ٪ 0.9، 1.06]، كما لم يكن مفيد في تقليل معدل الوفيات القلبي الوعائي؛ إذ بلغ معدل النكس 0.93 [95% CI 0.84, 1.03]، وذلك عند مقارنة العلاج المشترك بالعلاج بمثبطات الإنزيم المحول للأنجيوتنسين وحده. ساهم العلاج المشترك بتقليل حالات الدخول إلى المستشفى نتيجة قصور القلب؛ إذ انخفض معدل الخطر المطلق بنسبة 4.4٪، ولكنه ارتبط بارتفاع معدل التوقف عن تناول الدواء بسبب الآثار الجانبية؛ إذ ارتفع معدل الخطر المطلق بنسبة 3.7٪. ببساطة، سيؤدي علاج 23 شخص إلى تجنيب شخص واحد الدخول للمستشفى بسبب قصور القلب، بينما سيؤدي علاج 27 شخص إلى إلحاق الضرر بأحد الأشخاص بسبب الآثار الجانبية السيئة. ولهذا، لا يحسن العلاج المركب معدل الوفيات، وقد يزيد بشكل طفيف من معدل الإصابة.

### مدرات البول
يلجأ الأطباء إلى العلاج بمدرات البول للتخفيف من الأعراض الاحتقانية. تستخدم لهذا الغرض عدة أنواع من المدرات، ولا تستخدم المشاركات إلا في حالات قصور القلب الشديد.
- مدرات العروة (كالفوروسيميد والبوميتانيد): تعتبر الفئة الأكثر استخدامًا في قصور القلب الاحتقاني، وخاصةً في الحالات متوسطة الشدة.
- المدرات الثيازيدية (كالهيدروكلورثيازيد والكلورتاليدون والكلورثيازيد): قد تكون هذه المدرات مفيدة في حالات قصور القلب الاحتقاني الخفيف، ولكنها تستخدم عادةً في حالات قصور القلب الاحتقاني الشديد بالمشاركة مع مدرات العروة.
- مدرات البول الموفرة للبوتاسيوم (كالأميلوريد): تعتبر الخط الأول في تصحيح نقص بوتاسيوم الدم.
  - يستخدم السبيرونولاكتون مع مثبطات الإنزيم المحول للأنجيوتنسين ومدرات العروة في حالات قصور القلب الاحتقاني الشديد.
  - يوصى باستخدام الإبليرينون على وجه التحديد لتقليل خطر الأمراض القلبية الوعائية بعد احتشاء العضلة القلبية.

إن لم يستجب مرضى قصور القلب بشكل كافي للعلاج بمدرات البول، فسيلجأ الأطباء إلى إجراءات أخرى كالرشح الفائق أو الفصل المائي للسيطرة على احتباس السوائل. تحمل هذه الأساليب الميكانيكية فوائد سريرية للمرضى الذين يعانون من قصور القلب المقاوم للعلاج بمدرات البول، وقد يستعيد المرضى الاستجابة للجرعات التقليدية من المدرات.
أظهرت الأدلة الحديثة فائدة استخدام الستيرويدات القشرانية السكرية في علاج قصور القلب غير المعاوض لتحفيز الاستجابة الكلوية لمدرات البول، خاصةً لدى المرضى المقاومين على العلاج بالمدرات والذين يتناولون جرعات كبيرة من مدرات العروة. تحفز القشرانيات السكرية إدرار البول لدى مرضى قصور القلب بسبب تحسينها الاستجابة الكلوية للببتيد الأذيني المدر للصوديوم عن طريق زيادة تنظيم مستقبلاته في القناة الجامعة اللبية الداخلية، وهذا ما يؤدي إلى زيادة الإدرار.